# Freimaurerloge

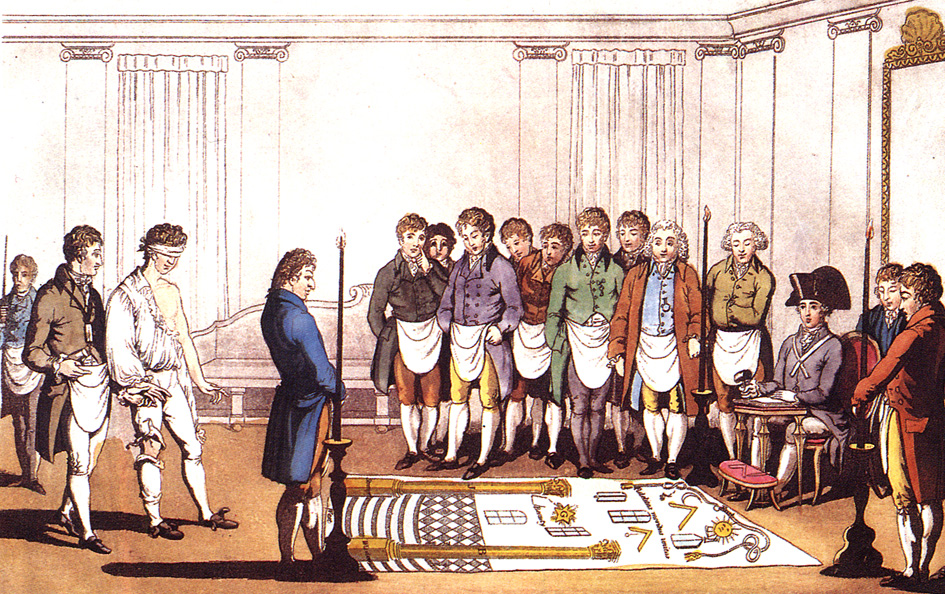
Initiation eines Suchenden
Stich, Ende 18. Jahrhundert

Tafelloge, Kupferstich von 1843

Eine Freimaurerloge (kurz Loge, von englisch lodge ‚Hütte‘, ‚Loge‘; althochdeutsch loubjà ‚Laube‘) ist eine Vereinigung der Freimaurerei.
Die Räumlichkeiten dieser Vereinigungen werden oft gleich bezeichnet.

## Typen

### Johannislogen
Der Schutzpatron der so genannten Johannislogen ist Johannes der Täufer. Diese Logen arbeiten in den drei Graden Lehrling, Geselle und Meister.

### Hochgradlogen
Zusätzlich zu den drei Graden der Johannislogen existieren außerdem Hochgradsysteme, die in eigenen, von den Johannislogen unabhängigen Logen eine unterschiedliche Anzahl weiterer Grade „bearbeiten“. Diese Grade sollen keine Ergänzung der Johannisgrade darstellen, sondern haben das Ziel, die Lehren des Lehrlings-, Gesellen- und Meistergrades zu vertiefen. Daher werden sie heute als Erkenntnis- oder Vervollkommnungsstufen bezeichnet. Ein Mitglied eines Hochgradsystems wird anderen Freimaurern immer auf gleicher Ebene begegnen (wie auch umgekehrt), eine Hierarchie besteht nicht.

## Organisation

### Innere Organisation
Alle Freimaurer verstehen sich, unabhängig von ihrem Grad oder ihren Aufgaben, als gleichberechtigte Brüder und treffen Entscheidungen ihrer Loge demokratisch. Besonders in kontinentaleuropäischen Logen gehört der Vortrag (so genannte Zeichnung) über freimaurerische oder andere Themen zur Tempelarbeit.
Die Freimaurerlogen in Deutschland organisieren sich in der Regel wie bürgerliche Vereine, d. h. ihnen stehen ein Vorsitzender (Meister vom Stuhl) und dessen Stellvertreter (Erster und Zweiter Aufseher) vor. Wie bei eingetragenen Vereinen gesetzlich vorgegeben, werden darüber hinaus ein Schatzmeister und Schriftführer (Sekretär) gewählt. Gemeinsam bilden diese Beamten den Vorstand der Loge (Beamtenrat). Darüber hinaus werden weitere Mitglieder mit besonderen Aufgaben betraut: der Redner (eine Besonderheit kontinentaler Logen), die Schaffner (seltener auch Schaffer im norddeutschen Bereich, zuständig für das Haus und die Verpflegung), der Gabenpfleger, Musikmeister, Archivar, Zeremonienmeister, dazu kommen Ausschüsse (z. B. Aufnahmeausschuss, Ehrengericht).
Während der rituellen Arbeiten haben einige der Beamten besondere Aufgaben; so wird die Arbeit vom Meister vom Stuhl geleitet, während die Aufseher jeweils einem Teil der Brüder (eingeteilt in zwei Kolonnen) vorstehen.

### Äußere Organisation
Die international verbreitete Freimaurerei hat kein zentrales Führungsgremium, sondern gliedert sich in einzelne, z. T. unabhängige Logen, die sich in Dachverbänden (Großlogen/Großorienten) zusammenschließen und damit gegenseitig anerkennen. Diese Dachverbände benötigen wiederum eine Anerkennung durch ältere Dachverbände, um als Großlogen der Freimaurerei auch in anderen Ländern anerkannt zu werden. So ist ein historisch gewachsenes System entstanden, bei dem die anerkannten Logen in chronologischer Folge nummeriert sind. Die gegenseitige Anerkennung soll gewährleisten, dass ein Freimaurer überall auf der Welt eine Loge besuchen kann.

## Räumlichkeiten
Der Name stammt von der Bezeichnung für die Bauhütte (auch Logentempel oder Orient), in der sich die Loge versammelt, um dort gemäß ihren Gebräuchen zu „arbeiten“. Der Versammlungsort ist entsprechend seiner Aufgabe ein ruhiger geschützter Raum und mit Sinnbildern der Brüderlichkeit, des Lichts und der Wahrheit ausgestattet.

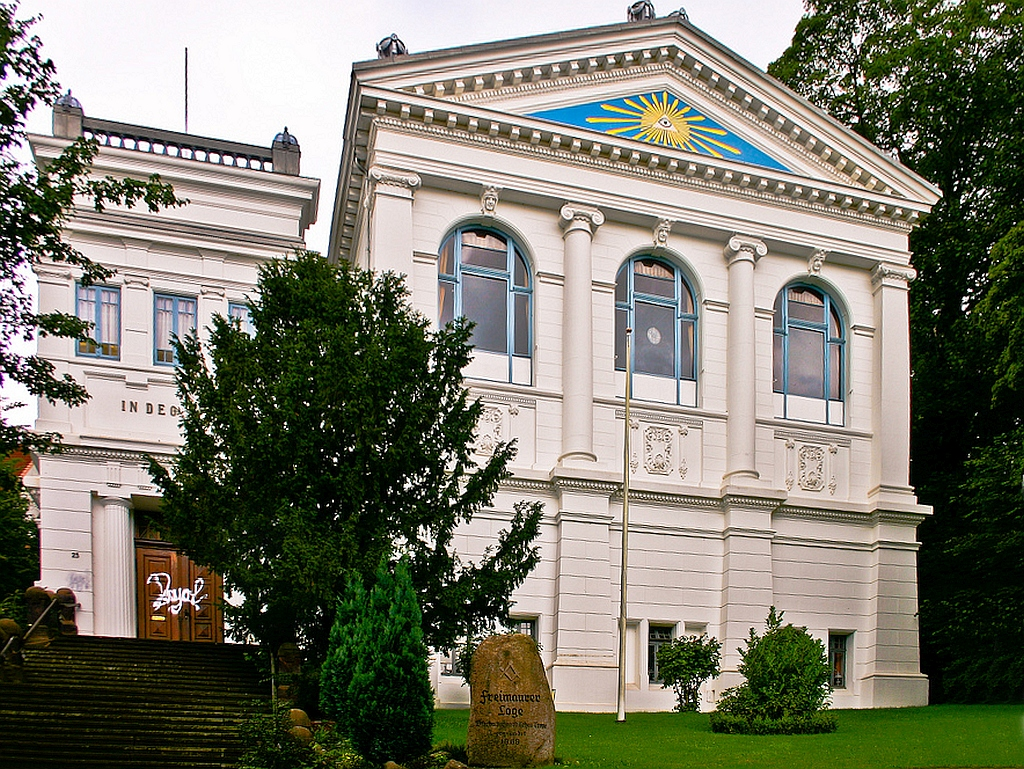
Logenhaus in Flensburg, Nordergraben 23
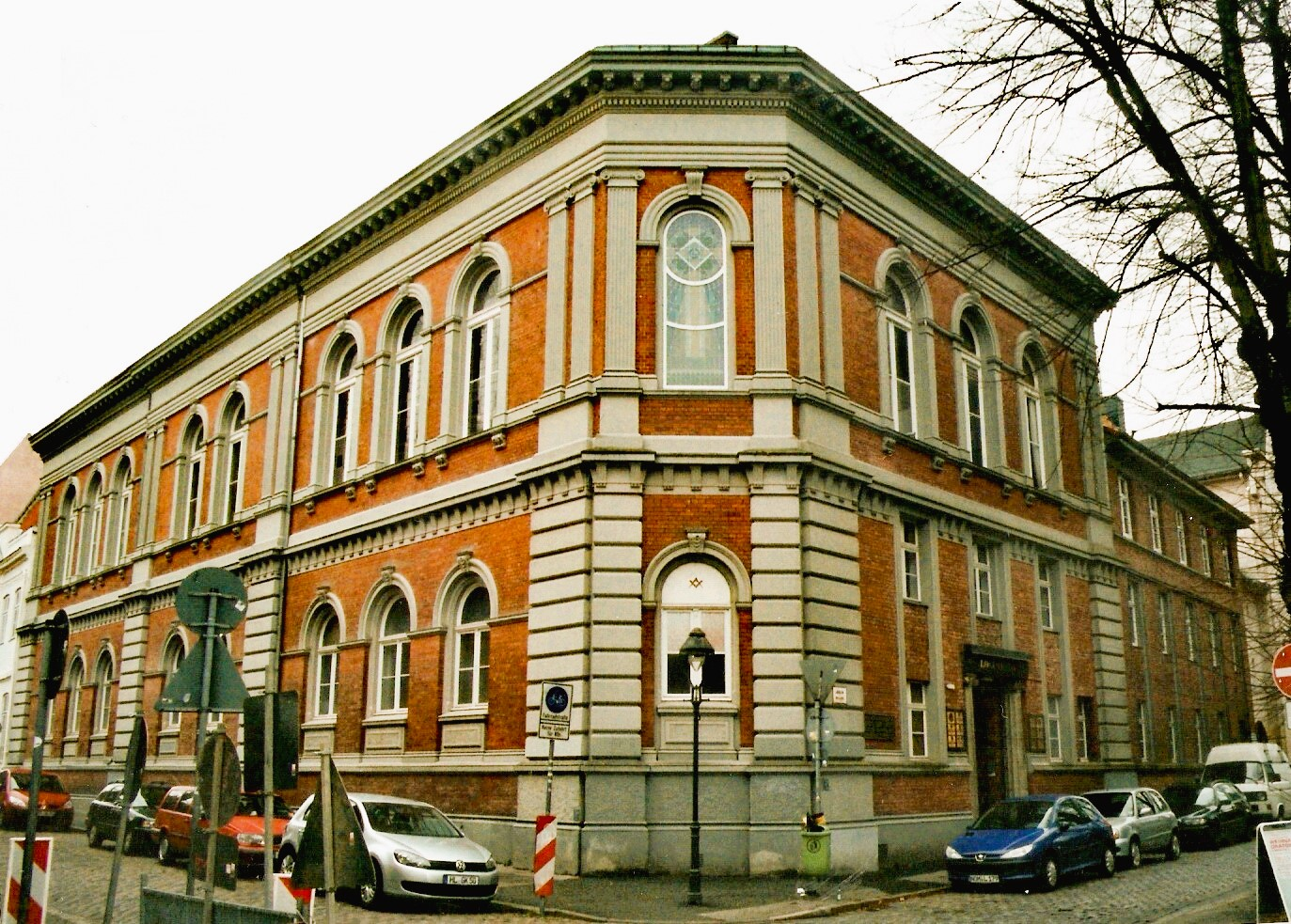
Logenhaus in Lübeck an der Ecke Schildstraße 22–30/St.-Annen-Straße 2
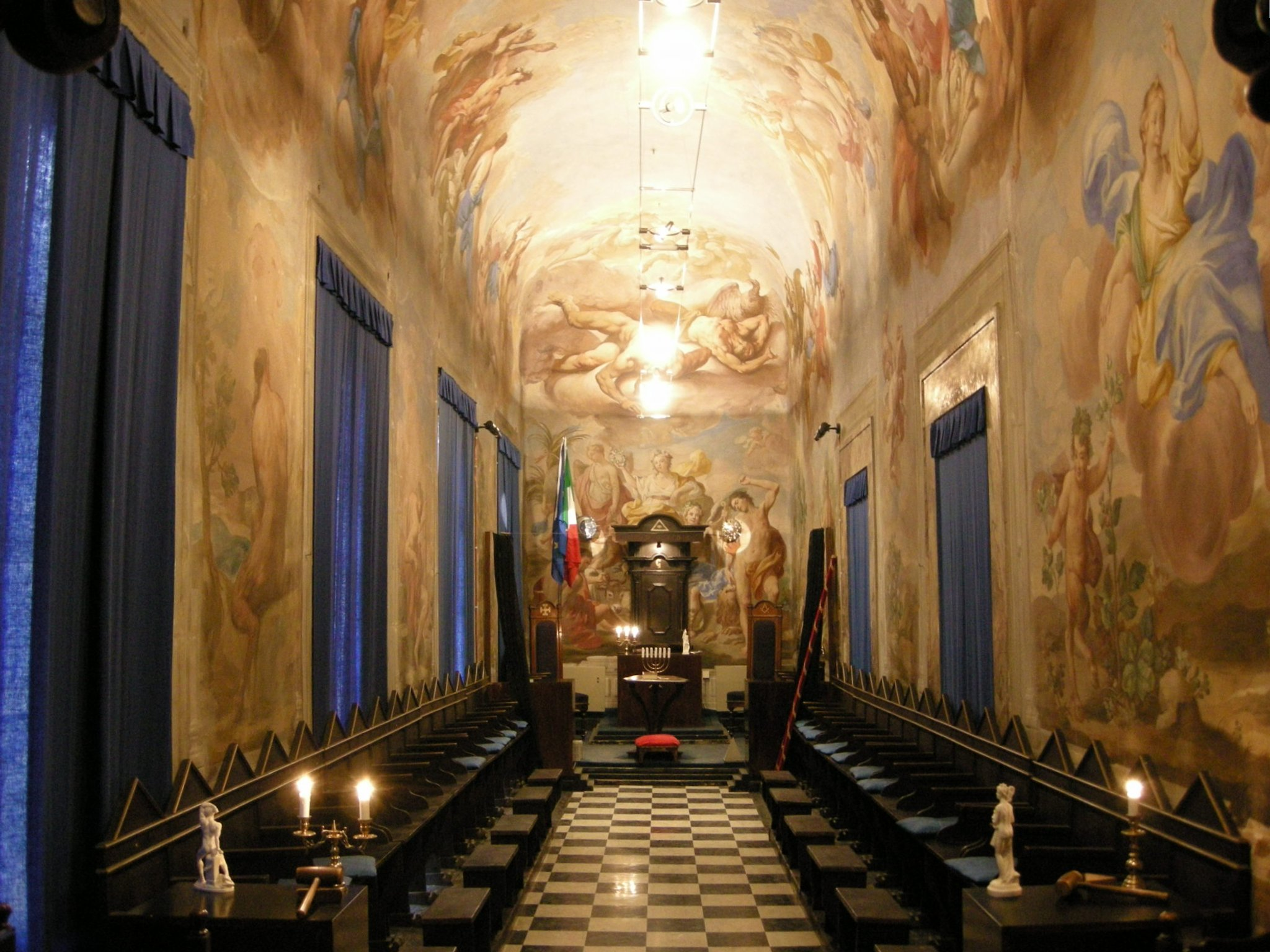
Freimaurerloge in Italien
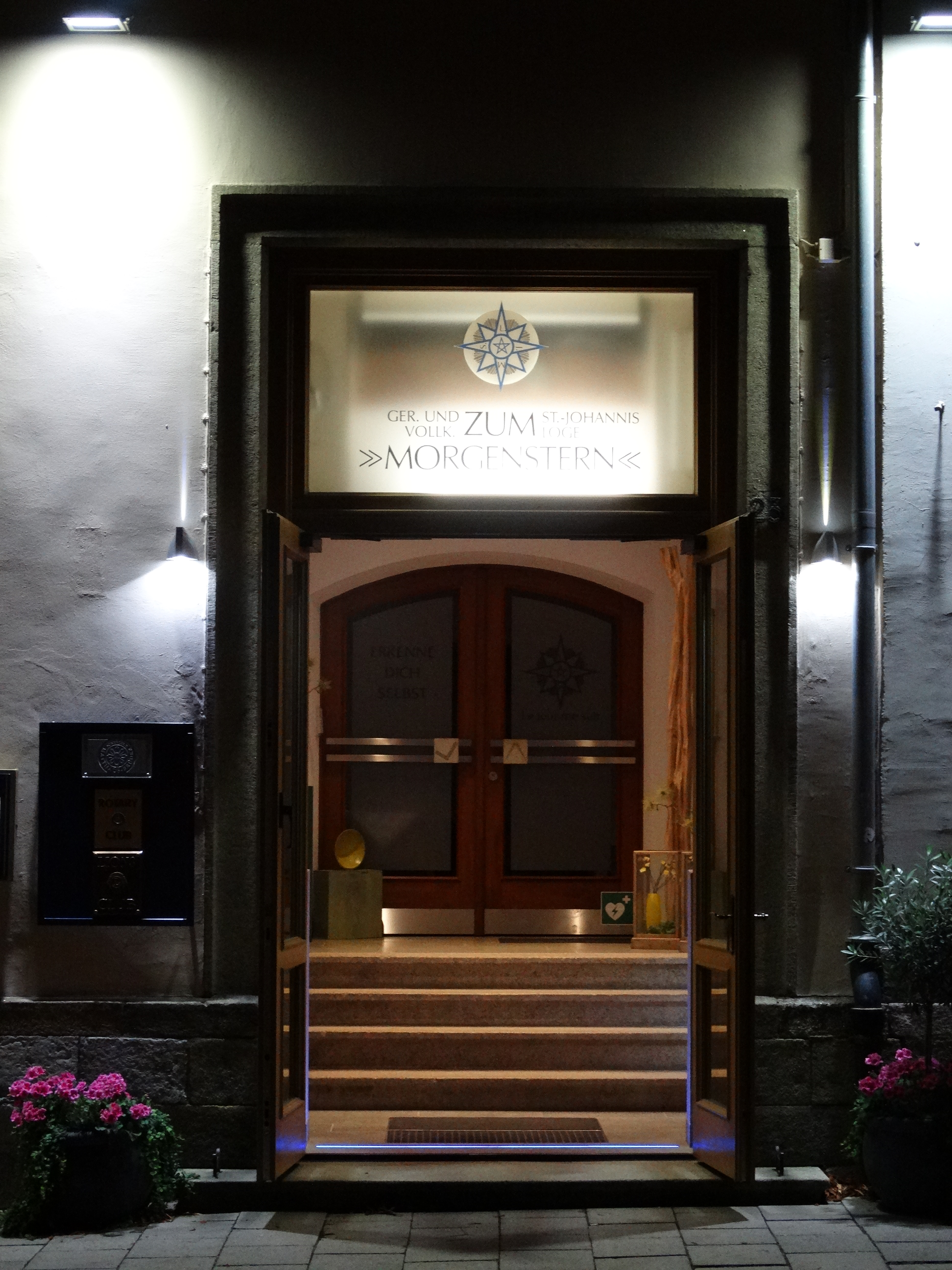
Eingang zur Johannis-Loge „Zum Morgenstern“ in Hof (Saale), Gegr. 1799.
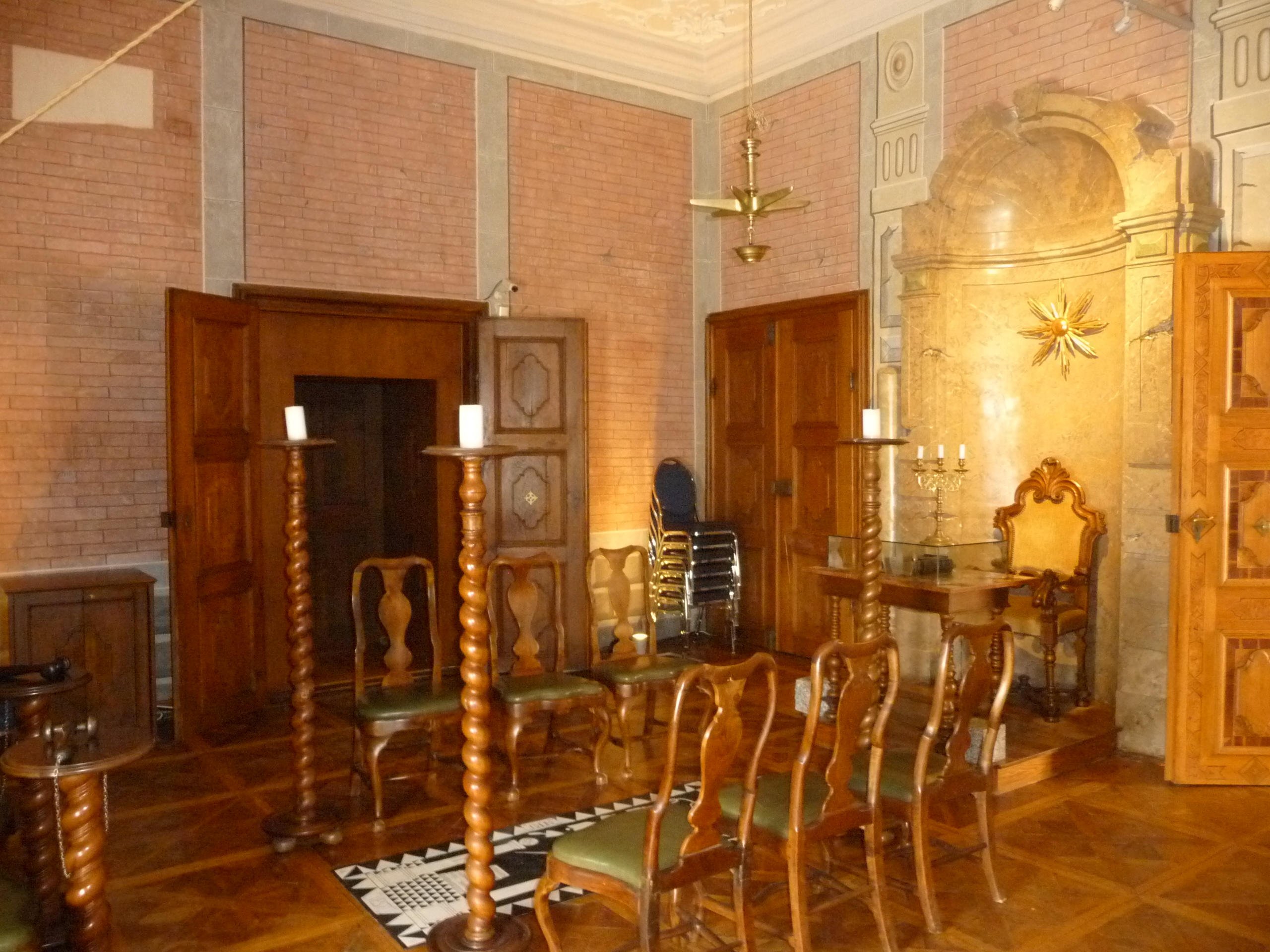
Logenraum in Schloss Rosenau (Waldviertel)
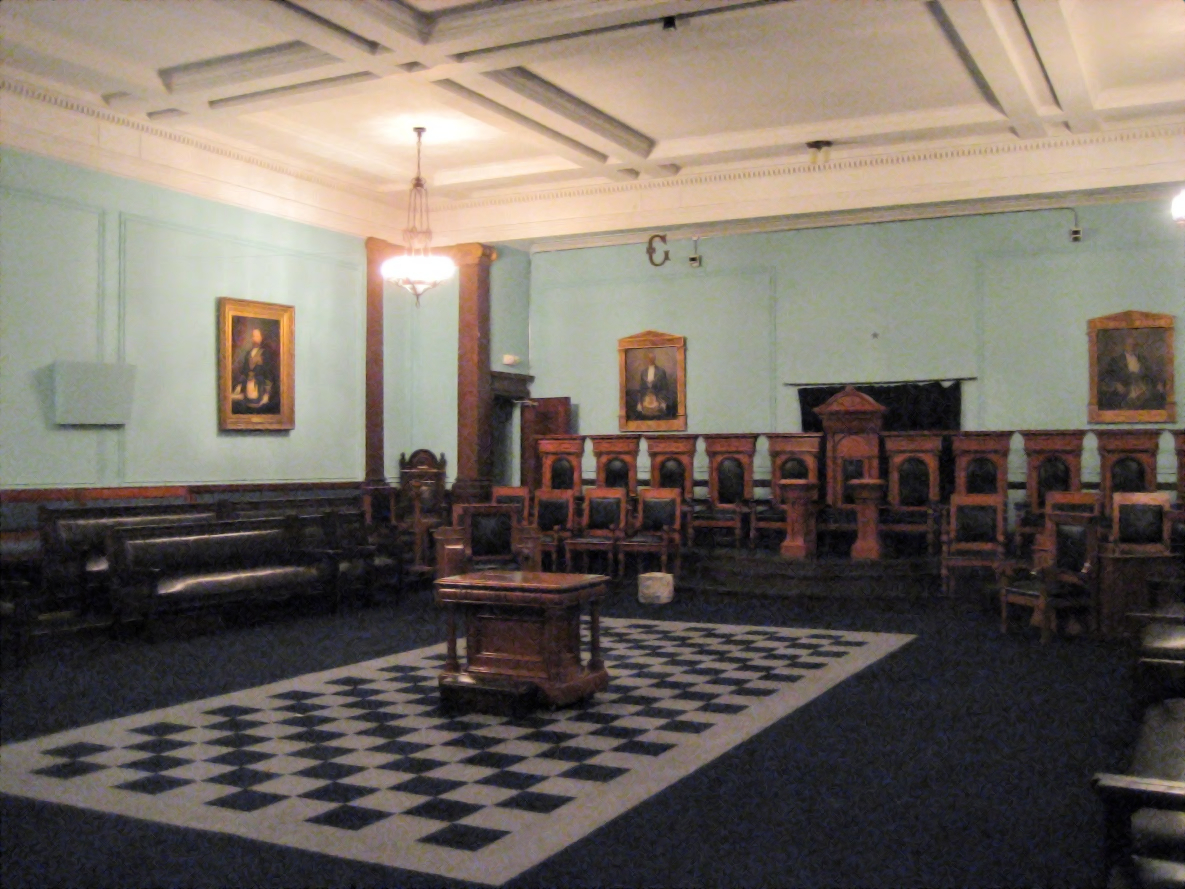
Freimaurerloge in Montreal